# Фуше де Карей, Луи Александр
Граф Луи Александр Фуше де Карей (де Карель; де Карейль; фр. Louis-Alexandre Foucher de Careil 1826—1891) — французский публицист, дипломат и государственный деятель (префект и сенатор).

## Биография
Внук наполеоновского генерала Луи Франсуа Фуше де Карей. Родился в Париже.
Фуше де Карей изучал философию и каббалу. С 1854 году приступил к изданию собрания сочинений Лейбница, так как обнаружил неизданный рукописный материал. Из планировавшихся 20-ти томов появились лишь семь; в одном из них было помещено «Réfutation inédite de Spinoza par Leibniz» («Неопубликованное опровержение Спинозы Лейбницем») — сочинение, которым определялось отношение Лейбница к Спинозе. Фуше де Карей увлекался Гегелем, потом Шопенгауэром, с которым был лично знаком. Два года спустя после смерти Шопенгауэра (1860) появилось сочинение Фуше де Карей «Hegel et Schopenhauer», в котором он является поклонником волюнтаризма Шопенгауэра.
С 1876 года был сенатором, с августа 1883 — французским посланником в Австрии. В Вене его секретарём и библиотекарем был Исидор Зингер, будущий организатор издания первой еврейской энциклопедии.

## Опубликованные труды
- «Leibniz. La philosophie juive et la cabale» (1861);
- «Hegel et Schopenhauer» (1862) — в 1888 г. было переведено на немецкий язык, и венский философ Роберт Циммерман написал к нему введение, в котором объяснил значение деятельности Фуше де Карей[8];
- «Descartes et la princesse palatine» (1862);
- «Leibniz, Descartes et Spinoza» (1863);
- «Goethe et son oeuvre» (1865);
- «Leibniz et les deux Sophie» (1870);
- «Descartes, la princesse Elisabeth et la reine Christine d’après des lettres inédites» (1879).